# Willie Dixon
Pour les articles homonymes, voir Dixon.
William James « Willie » Dixon, né le 1er juillet 1915 à Vicksburg, dans le Mississippi, et mort le 29 janvier 1992 à Burbank, en Californie, est un musicien américain, contrebassiste, compositeur, arrangeur, producteur et chanteur de blues. Son influence artistique chez Chess Records, autant que son rôle au début de la carrière de Chuck Berry et de Bo Diddley, ont été prépondérants. Il a largement contribué à façonner une bonne partie du Chicago blues de l’immédiate après-guerre et a composé de nombreux standard du blues,.

## Biographie
Il est né William James Dixon à Vicksburg dans le Mississippi. Au cours de son enfance, il se frotte à plusieurs reprises avec la justice ce qui l'amène à quitter le Mississippi pour Chicago en auto-stop.
Là bas, grâce à sa carrure imposante, il devient boxeur et parvient même à gagner le titre Golden Gloves dans la catégorie poids-lourd en 1936. Parallèlement à cela, Dixon apprend la contrebasse, mais ses progrès sont arrêtés quand il résiste à un recrutement pour la Seconde Guerre mondiale et est emprisonné pour dix mois.
Après la guerre, il retrouve son professeur, Leonard Baby Doo Caston, avec qui il forme le Big Three Trio, et enregistre pour Columbia Records. Dans la foulée, Dixon signe pour Chess Records comme musicien de studio et compositeur attitré un peu plus tard, en 1951, où il est employé à plein temps du label. Il devient le contrebassiste de Howlin' Wolf dans un groupe où il côtoie James Cotton, l'harmoniciste de Howlin' Wolf. Ses relations avec Chess sont alors parfois tendues, mais il laisse son empreinte sur le label de 1948 au début des années 1960. Dans les années 1970 et 1980, sa santé se détériore en grande partie à cause du diabète qu'il avait depuis plusieurs années et qui le contraindra par la suite à être amputé d'une jambe. Il remporte un Grammy Award du Meilleur disque de Blues traditionnel en 1989. C'est également à cette époque que Willie Dixon est promu au Rock and Roll Hall of Fame.
Willie Dixon meurt à la suite d'une défaillance cardiaque à Burbank en Californie le 29 janvier 1992 et est enterré au Burr Oak Cemetery à Alsip dans l'Illinois.

## Carrière

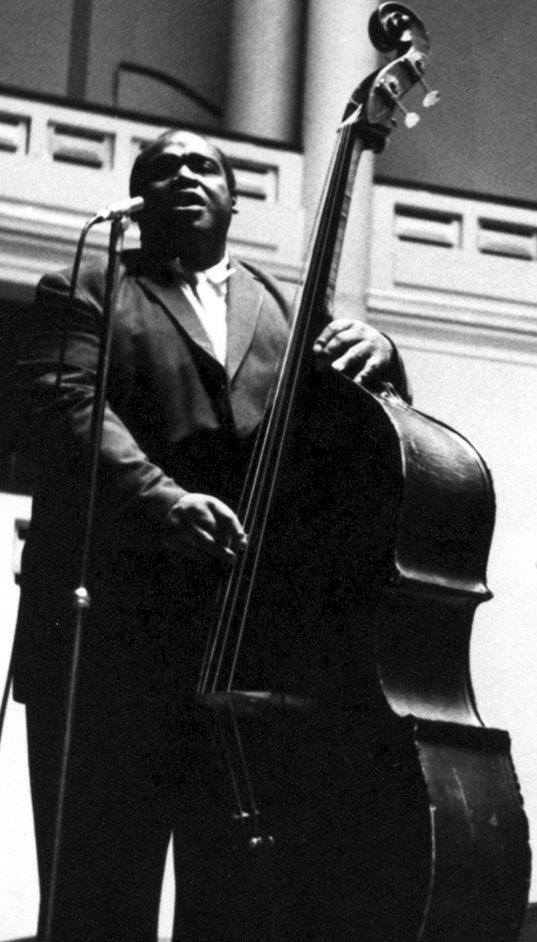
En concert à Bruxelles (American Folk Blues Festival) en 1963.

L'influence de ses années chez Chess est très importante. Il ira même jusqu'à affirmer « I am the blues » (je suis le blues) dans son autobiographie. Il est en effet une des influences majeures du genre que ce soit à travers son écriture originale et variée, ses performances scéniques, ses enregistrements ou son vaste travail de production.
Le chanteur Francis Cabrel cite Willie Dixon comme une de ses références musicales dans la chanson « Cent Ans de Plus » sur l'album Hors-saison (1999).

### Discographie
Albums
| Année | Titre                                               | Label                   | Référence  | Commentaires                                                               |
| 1959  | Willie's Blues                                      | Bluesville              | BVLP-1003  | Avec Memphis Slim                                                          |
| 1960  | Blues Every Which Way                               | Verve                   | MGV-3007   | Avec Memphis Slim                                                          |
| 1960  | Songs of Memphis Slim and "Wee Willie" Dixon        | Folkways                | FW-2385    |                                                                            |
| 1962  | Memphis Slim and Willie Dixon at the Village Gate   | Folkways                | FA-2386    | En concert avec Pete Seeger                                                |
| 1963  | In Paris: Baby Please Come Home!                    | Battle                  | BM-6122    | Avec Memphis Slim, 1962                                                    |
| 1970  | I Am the Blues                                      | Columbia                | PC-9987    | Avec les Chicago All Stars ; aussi sorti en DVD en 2003                    |
| 1971  | Willie Dixon's Peace?                               | Yambo                   | 777-15     | Avec les Chicago All Stars                                                 |
| 1973  | Catalyst                                            | Ovation                 | OVQD-1433  | Édition en quadriphonie                                                    |
| 1976  | What Happened to My Blues                           | Ovation                 | OV-1705    |                                                                            |
| 1983  | Mighty Earthquake and Hurricane                     | Pausa                   | PR-7157    |                                                                            |
| 1985  | Willie Dixon: En concert (Backstage Access)         | Pausa                   | PR-7183    | Avec Sugar Blue et Clifton James, à Montreux en 1985                       |
| 1988  | Hidden Charms                                       | Bug                     | C1-90593   | Grammy Award du meilleur album de blues traditionnel en 1989               |
| 1988  | Willie Dixon: The Chess Box                         | Chess                   | CHD2-16500 | Enregistrements de Dixon ou d'artistes de Chess jouant des titres de Dixon |
| 1989  | Ginger Ale Afternoon                                | Varèse Sarabande        | VSD-5234   | B.O. du film Ginger Ale Afternoon                                          |
| 1990  | The Big Three Trio                                  | Legacy                  | C-46216    | Enregistré de 1947 à 1952                                                  |
| 1993  | Willie Dixon's Blues Dixonary                       | Roots                   | RTS 33046  | EAN : 8712177013760                                                        |
| 1995  | The Original Wang Dang Doodle: The Chess Recordings | MCA                     | 9353       | Enregistrements de 1954 à 1990 (dont des inédits)                          |
| 1996  | Crying the Blues: En concert in Concert             | Thunderbolt             | CDTB-166   | En concert avec Johnny Winter et les Chicago All Stars, à Houston en 1971  |
| 1998  | Good Advice                                         | Wolf                    | 120,700    | En concert avec les Chicago All Stars à Long Beach en 1991                 |
| 1998  | I Think I Got the Blues                             | Prevue                  | 17         |                                                                            |
| 2001  | Big Boss Men: Blues Legends of the Sixties          | Indigo (UK)             | IGOXCD543  | En concert à Houston en 1971–72 (six titres)                               |
| 2008  | Giant of the Blues                                  | Blues Boulevard Records | 250196     | EAN : 5413992501960                                                        |

### Contrebassiste
Son jeu de contrebasse était de grande qualité. On peut l'entendre par exemple sur les premiers enregistrements de Chuck Berry qui font le lien entre le blues et la naissance du rock 'n' roll.

### Compositeur
Le génie de Dixon en tant que compositeur, tient dans sa capacité à transformer des thèmes musicaux archaïques du sud en des arrangements contemporains. Cela donne des chansons avec les fondamentaux du blues et la légèreté de la musique pop. On lui doit plusieurs standards du blues, dont Hoochie Coochie Man, Spoonful, Little Red Rooster, I Just Want to Make Love to You, Back Door Man et I Can't Quit You Baby, entre autres. Les groupes de rhythm and blues britanniques des années 1960 par exemple se sont beaucoup inspirés du catalogue de chansons de Dixon.

### Producteur
Willie Dixon reste célèbre pour son travail comme producteur pour Chess Records à Chicago et est considéré comme un des personnages clés dans la création du Chicago blues. Il travailla notamment avec Chuck Berry, Muddy Waters, Howlin' Wolf, Otis Rush, Bo Diddley, Little Walter, Sonny Boy Williamson, Koko Taylor, Little Milton, Eddie Boyd, Jimmy Witherspoon, Lowell Fulson, Willie Mabon et Memphis Slim.
Par la suite, un de ses grands succès fut de réunir de célèbres musiciens de blues pour créer des ensembles de Chicago blues qu'il envoyait tourner en Europe.

## Chansons
Dixon a écrit de nombreuses chansons de blues en les produisant et en jouant la partie de contrebasse quand elles étaient enregistrées pour la première fois. Parmi celles-ci on peut citer :
- 29 Ways – Koko Taylor, Marc Cohn
- Back Door Man – Howlin' Wolf, The Doors, Grateful Dead, Shadows of Knight, Bob Weir
- Bring It on Home – Sonny Boy Williamson II, Led Zeppelin, Edgar Broughton Band
- Built for Comfort – Howlin' Wolf, Canned Heat, UFO
- Crazy For My Baby – Willie Dixon
- Close to You – Muddy Waters, Stevie Ray Vaughan, The Doors
- Dead Presidents – Little Walter, J. Geils Band
- Diddy Wah Diddy – Bo Diddley, Captain Beefheart, The Fabulous Thunderbirds
- Don't Tell Me Nothin’ – Willie Dixon – utilisée dans le film "The Color of Money"
- Everything But You – Jimmy Witherspoon
- Evil – Howlin' Wolf, Muddy Waters, Canned Heat, Captain Beefheart & His Magic Band, Monster Magnet, Derek and the Dominos
- Hidden Charms – Howlin' Wolf
- Hoochie Coochie Man – Muddy Waters, Shadows of Knight, The Nashville Teens, Allman Brothers, Steppenwolf, Motörhead, Eric Clapton, Jimi Hendrix, Junior Wells, Buddy Guy, Jeffrey Wright, The Doors
- I Ain't Superstitious – Howlin' Wolf, Jeff Beck Group, Grateful Dead, Megadeth, Santana
- I Can't Quit You Baby – Little Milton, Otis Rush, Led Zeppelin, Buddy Guy
- It Don't Make Sense (You Can't Make Peace) – Styx
- I Just Want to Make Love to You – Muddy Waters, Etta James, The Kinks, Yardbirds, Shadows of Knight, Grateful Dead, Foghat, Rolling Stones, Van Morrison, Terez Montcalm, Chuck Berry
- I'm Ready – Muddy Waters, Humble Pie, Buddy Guy, Aerosmith
- Insane Asylum – Koko Taylor, Kathy McDonald & Sly Stone, Asylum Street Spankers, Diamanda Galas
- Little Red Rooster – Howlin' Wolf, Sam Cooke, Rolling Stones, Grateful Dead, The Doors, Luther Allison, The Jesus and Mary Chain
- Mellow Down Easy – Little Walter, Paul Butterfield Blues Band, Black Crowes, Carey Bell, ZZ Top
- My Babe – Little Walter, Spencer Davis Group, John Hammond Jr., Bo Diddley, Muddy Waters, Elvis Presley, Gene Vincent (sous le titre "My Baby Don't Low")
- Pretty Thing – Bo Diddley, Pretty Things, Canned Heat
- Seventh Son – Willie Mabon, Mose Allison, Bill Haley, Johnny Rivers, Sting, Climax Blues Band
- Spoonful – Howlin' Wolf, Muddy Waters, Bo Diddley, Shadows of Knight, Paul Butterfield Blues Band, Cream, Canned Heat, Grateful Dead, Ten Years After, Joe Bonamassa
- Third Degree – Eddie Boyd, Eric Clapton
- Three Hundred Pounds of Joy – Howlin' Wolf
- Tollin' Bells – Lowell Fulson, Savoy Brown Blues Band
- Too Late – Little Milton
- Too Many Cooks – Buddy Guy, Robert Cray
- Walkin' The Blues – Willie Dixon, Muddy Waters, Eric Clapton
- Wang Dang Doodle – Koko Taylor, Howlin' Wolf, Grateful Dead, Savoy Brown, Living Blues, PJ Harvey, Rufus Thomas, The Pointer Sisters
- Week Brain, Narrow Mind – Willie Dixon
- You Can't Judge A Book By Looking At Its Cover – Bo Diddley, Shadows of Knight, Cactus, The Crawdaddys, The Yardbirds, The Strypes
- You'll Be Mine – Howlin' Wolf, Stevie Ray Vaughan
- You Need Love – Muddy Waters, Small Faces, sous le titre You Need Loving, la chanson Whole Lotta Love de Led Zeppelin est tirée de You Need Love de Dixon sans mentionner son nom. Dixon recevra à ce propos des redevances après des poursuites en justice dans les années 1980.
- You Need Meat (Don't Go No Further) – The Doors
- You Shook Me – Muddy Waters, Jeff Beck Group, Led Zeppelin